# Marcel Oms i Verdaguer
Marcel Oms i Verdaguer   (Perpinyà, 16 de desembre de 1931 - Narbona, 22 de juliol de 1993) va ser un historiador i crític de cinema nord-català.

## Biografia
Va passar la seva infantesa al Rimbau (Cotlliure). Es va llicenciar en lletres a la Universitat de Montpeller i va treballar com a professor de filosofia, castellà i història al Lycée du Clos-Banet de Perpinyà. Es va especialitzar en cinema espanyol. Posteriorment va dirigir un seminari sobre cinema espanyol a la Universitat de Montpeller.
Des del 1960 va treballar a la revista de cinema Positif, on va dirigir el monogràfic dedicat al cinema espanyol, i el 1962 va fundar a Perpinyà el cineclub Les Amis du Cinéma, en homenatge a Jean Vigo. El 1965 va crear a Perpinyà, en col·laboració amb la Cinematèca de Tolosa, el Festival Internacional de Crítica Històrica del Film, conegut com a Confrontation, i va col·laborar a les revistes CinémAction, Cinéma i als Cahiers de la Cinémathèque, revista de la crítica cinematogràfica històrica que va fundar el 1971. L'estiu de 1983 va fundar l'Institut Jean Vigo.
Compromès amb la cultura catalana, des del 1968 va ser professor de la Universitat Catalana d'Estiu a Prada de Conflent i el 1976 va aparèixer a la pel·lícula de Francesc Bellmunt, La Nova Cançó. Va morir en un accident de trànsit amb la seva esposa a la carrera entre Besiers i Narbona 3l 22 de juliol de 1993.

## Publicacions
- Leopoldo Torre Nilsson, Serdoc, 1962
- Buster Keaton, Serdoc, 1964
- Alexandre Dovjenko, Serdoc, 1968
- Joseph von Sternberg, Anthologie du cinéma, n° 60, 1970
- Grigori Kozintsev, Anthologie du cinéma, n° 89, 1975
- Carlos Saura, Édilig, 1981
- Don Luis Buñuel, Éditions du Cerf, 1985
- La Guerre d'Espagne au cinéma. Mythes et réalités, Éditions du Cerf, 1986
- Alain Resnais, Rivages, 1988
- Claudia Cardinale, star et femme, Corlet, 1990
- L'Histoire de France au cinéma, avec Pierre Guibbert et Michel Cadé, CinémAction, 1993
- Fonction idéologique de deux films historiques espagnols. Cinéma et société, amb Michel Cadé, Presses universitaires de Perpignan, 1994

## Distincions
- Cavaller de les Arts i les Lettres
- El 1989,va rebre la Medalla d'Or al Mèrit en les Belles Arts del del Ministeri d'Educació, Cultura i Esports espanyol.[5]